# 44 Minutes: The North Hollywood Shoot-Out
44 Minutes: The North Hollywood Shoot-Out is een televisie-film uit 2003, geregisseerd door Yves Simoneau.
De film vertelt het waargebeurde verhaal van een mislukte bankoverval in Los Angeles die uitmondt in een schietpartij met de politie die uiteindelijk 44 minuten duurde.